# Triumphlied
Triumphlied (en català, Cant triomfal), Op. 55, és una obra de Johannes Brahms per a baríton solista, cor a vuit veus i orquestra. Fou composta en els anys 1870 i 1871 amb motiu de la victòria del Kàiser Guillem I de Prússia en la guerra francoprussiana. Pot ser considerada una composició de caràcter nacionalista. El text està agafat del capítol 19 de l'Apocalipsi, versicles 1-2, 5-7, 11 i 15-16.
L'estrena de la primera part va tenir lloc el 7 d'abril de 1871 amb motiu del concert del Divendres Sant, "En memòria dels qui van caure en batalla" a la catedral de Bremen. El diari Weser-Zeitung va escriure que la primera part del Triumphlied era un "panegíric real", "digne d'una gran nació". La primera interpretació pública de l'obra completa va tenir lloc el 5 de juny de 1872 a Karlsruhe. Va sortir publicat per N. Simrock.

## Anàlisi musical
Brahms va escriure aquesta obra per a doble cor, baríton solista i orquestra. La composició instrumental de l'orquestra és de dues flautes, dos oboès, dos clarinets, tres trompetes, tres trombons, tuba, timbales i corda.
L'obra està dividida en tres moviments: 
1. Halleluja! Heil und Preis (Lebhaft und feierlich)
2. Lobet unsern Gott (Mäßig belebt)
3. Und ich sah den Himmel aufgetan (Lebhaft)

### 1.Mäßig belebt

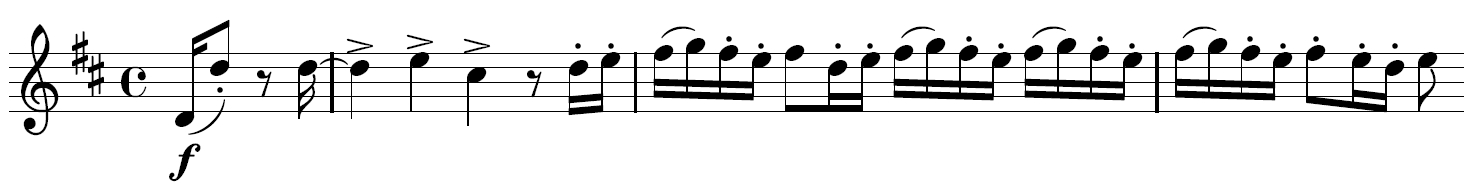
Inici de la introducció, citant el començament de "Heil dir im Siegerkranz"

Text: Halleluja! Heil und Preis, Ehre und Kraft sei Gott unserm Herrn. Denn wahrhaftig und gerecht sind seine Gerichte. Halleluja! —
Traducció: "Al·leluia! Hosanna!3702 Glòria i poder al nostre Déu, 23703 perquè els seu judicis són rectes i justos" (Apocalipsi 19:2)
El moviment està indicat amb el caràcter "Lebhaft und feierlich" (Alegre i festiu). El tema principal del primer moviment té com referent "Heil dir im Siegerkranz", l'himne nacional no oficial de l'Imperi alemany. Tot i que Brahms només va fer servir les primeres paraules del capítol 19 de l' Apocalipsi per la música ("perquè els seu judicis són rectes i justos"), la continuació del text bíblic (" ha condemnat la gran prostituta"), són insinuades en la música i és testificat per una nota escrita a mà sobre la còpia de la partitura de Brahms, i es refereixen a la ciutat de París, capital dels enemics, els francesos.
Després de la introducció orquestral (que exposa l'embrió del tema que s'utilitza més endavant), el doble cor canta amb força la paraula Al·leluia amb la introducció de les següents paraules Heil und Preis. Aquest passatge s'ha comparat amb l'Al·leluia del oratori de Händel El Messies.

### 2.Lebhaft und feierlich
Text: Lobet unsern Gott, alle seine Knechte, und die ihn fürchten, beide, Kleine und Große. Halleluja! Denn der allmächtige Gott hat das Reich eingenommen. Lasset uns freuen und fröhlich sein, und ihm die Ehre geben. —
Traducció: "Lloeu Déu tots els seus servents, tots els qui el temen, petits i grans. Al·leluia! El fum d'ella va pujant pels regles dels segles!" (Apocalipsi 19:5-6)
El segon moviment té un desenvolupament més moderat que el seu predecessor, i al mateix temps més joiós; és moderadament animat. Comença en sol major i consta de tres parts. El cor s'utilitza de forma antifonal. A la tercera part d'aquest moviment, Brahms va incorporar el famós himne "Nun danket alle Gott".

### 3.Lebhaft
Text: Und ich sahe den Himmel aufgetan. Und siehe, ein weißes Pferd, und der darauf saß, hieß: Treu und Wahrhaftig, und richtet und streitet mit Gerechtigkeit. Und er tritt die Kelter des Weins des grimmigen Zorns des allmächtigen Gottes. Und hat einen Namen geschrieben auf seinem Kleide, und auf seiner Hüfte, also: Ein König aller Könige, und ein Herr aller Herrn. Halleluja. Amen! —
Traducció: "Després, vaig veure obert el cel, i aparegué un cavall blanc; el qui hi muntava s'anomena FIDEL I VERÍDIC, que jutja i fa la guerra amb justícia... (I) trepitja el cup del vi de la ira ardent del Déu Totpoderós. Sobre el mantell i sobre el flanc porta un nom escrit: REI DE REIS I SENYOR DE SENYORS. (Apocalipsi 19:11,15-16)
També consta de tres parts; comença en re menor i acaba en re major. L'últim moviment s'inicia de manera menys viva i el baríton solista interpreta la primera secció, al costat del cor; a continuació, comencen les fanfàrries. El baríton després torna a participar amb un segon recitatiu que prepara l'entrada a la final amb les paraules Ein König aller Könige und ein Herr aller Herren.